# Зейлігер Йосип Давидович
Зейлігер Йосип Давидович (1882, Одеса — 1968, Одеса) — радянський мистецтвознавець, архітектор, охоронець пам′яток.

## Біографія
Народився в 1882 році в Одесі. 
У 1899 році вступив до Одеської художньої школи, яку закінчив у 1904 році з першим розрядом, як технік-архітектури. Закінчив Академію мистецтв у Петербурзі в 1915 році.
З 1919—1922 рр. — Голова Комітету охорони пам'ятників мистецтв та старовини Одеського губернського відділу народної освіти.
З 1922—1923 рр. — завідувач відділу художньої освіти Одеського губвиконкому. З 1920 р. музейний інспектор.
З 1921 р. — професор Одеського інституту образотворчого мистецтва, Одеського політехнікуму образотворчих мистецтв.
У 1923—1924 рр. — ректор Одеського інституту образотворчого мистецтва, в 1924—1927 рр. — ректор Одеського політехнікуму образотворчих мистецтв.
З 1932 року викладав в  Одеському  інженерно-будівельному інституті.
З 1924 р. був директором Одеської галереї старовинного живопису — Одеської галереї західноєвропейського мистецтва. В 1945 р. — 1955 рр. — директор Одеського музею західного та східного митецтва.
Помер у 1968 році в Одесі. Похований на 3-му єврейському кладовищі. 